# 奥林匹克运动会女子击剑奖牌得主列表
奥林匹克运动会女子击剑奖牌得主列表列出在奥林匹克运动会击剑比赛女子项目中获得奖牌的运动员。女子击剑于1924年首次成为奥运项目，最初仅设立女子个人花剑项目。

## 现有项目

### 花剑个人
| 届数            | 金牌                                    | 银牌                                            | 铜牌                                              |
| 1924 巴黎       | 埃伦·奥西尔 · 丹麦（DEN）               | 格拉迪丝·戴维斯 · 英国（GBR）                   | Grete Heckscher · 丹麦（DEN）                     |
| 1928 阿姆斯特丹 | 海伦妮·迈尔 · 德国（GER）               | 缪丽尔·弗里曼 · 英国（GBR）                     | 奥尔加·厄尔克斯 · 德国（GER）                     |
| 1932 洛杉矶     | 埃伦·普赖斯 · 奥地利（AUT）             | 朱迪·吉尼斯 · 英国（GBR）                       | Erna Bogen-Bogáti · 匈牙利（HUN）                 |
| 1936 柏林       | 埃莱克·伊隆瑙 · 匈牙利（HUN）           | 海伦妮·迈尔 · 德国（GER）                       | 埃伦·普赖斯 · 奥地利（AUT）                       |
| 1948 伦敦       | 埃莱克·伊隆瑙 · 匈牙利（HUN）           | Karen Lachmann · 丹麦（DEN）                    | 埃伦·米勒 · 奥地利（AUT）                         |
| 1952 赫尔辛基   | 伊雷妮·坎贝尔 · 意大利（ITA）           | 埃莱克·伊隆瑙 · 匈牙利（HUN）                   | Karen Lachmann · 丹麦（DEN）                      |
| 1956 墨尔本     | 吉莉恩·希恩 · 英国（GBR）               | 欧尔班·奥尔加 · 罗马尼亚（ROU）                 | 勒妮·加里耶 · 法国（FRA）                         |
| 1960 罗马       | 海迪·施密德 · 德国联队（EUA）           | Valentina Rastvorova · 苏联（URS）              | 玛丽亚·维科尔 · 罗马尼亚（ROU）                   |
| 1964 东京       | 于伊洛基-赖特·伊尔迪科 · 匈牙利（HUN）  | 黑尔佳·梅斯 · 德国联队（EUA）                   | 安东内拉·拉尼奥 · 意大利（ITA）                   |
| 1968 墨西哥城   | Elena Belova · 苏联（URS）              | 皮拉尔·罗尔丹 · 墨西哥（MEX）                   | 于伊洛基-赖特·伊尔迪科 · 匈牙利（HUN）            |
| 1972 慕尼黑     | 安东内拉·拉尼奥-隆齐 · 意大利（ITA）    | Ildikó Bóbis · 匈牙利（HUN）                    | Galina Gorokhova · 苏联（URS）                    |
| 1976 蒙特利尔   | 施瓦尔岑拜尔盖·伊尔迪科 · 匈牙利（HUN） | 玛丽亚·孔索拉塔·科利诺 · 意大利（ITA）          | Elena Belova · 苏联（URS）                        |
| 1980 莫斯科     | 帕斯卡勒·特兰凯 · 法国（FRA）           | 毛罗什·毛格道 · 匈牙利（HUN）                   | 芭尔芭拉·维索钱斯卡 · 波兰（POL）                 |
| 1984 洛杉矶     | 栾菊杰 · 中国（CHN）                    | 科尔内利娅·哈尼施 · 西德（FRG）                 | 多丽娜·瓦卡罗尼 · 意大利（ITA）                   |
| 1988 汉城       | 安雅·菲希特尔 · 西德（FRG）             | 扎比内·鲍 · 西德（FRG）                         | 齐塔-埃娃·丰肯豪泽 · 西德（FRG）                  |
| 1992 巴塞罗那   | 乔万纳·特里利尼 · 意大利（ITA）         | 王会凤 · 中国（CHN）                            | Tatyana Sadovskaya · 独联体（EUN）                |
| 1996 亚特兰大   | 劳拉·巴代亚 · 罗马尼亚（ROU）           | 瓦伦蒂娜·韦扎利 · 意大利（ITA）                 | 乔万纳·特里利尼 · 意大利（ITA）                   |
| 2000 悉尼       | 瓦伦蒂娜·韦扎利 · 意大利（ITA）         | 丽塔·柯尼希 · 德国（GER）                       | 乔万纳·特里利尼 · 意大利（ITA）                   |
| 2004 雅典       | 瓦伦蒂娜·韦扎利 · 意大利（ITA）         | 乔万纳·特里利尼 · 意大利（ITA）                 | 瑟尔维娅·格鲁哈瓦 · 波兰（POL）                   |
| 2008 北京       | 瓦伦蒂娜·韦扎利 · 意大利（ITA）         | 南贤喜 · 韩国（KOR）                            | 玛格丽塔·格兰巴西 · 意大利（ITA）                 |
| 2012 伦敦       | 埃莉萨·迪弗朗西丝卡 · 意大利（ITA）     | 阿里安娜·埃里戈 · 意大利（ITA）                 | 瓦伦蒂娜·韦扎利 · 意大利（ITA）                   |
| 2016 里约热内卢 | 因娜·德里格拉佐娃 · 俄罗斯（RUS）       | 埃莉萨·迪弗朗西丝卡 · 意大利（ITA）             | 伊内斯·布贝克里 · 突尼斯（TUN）                   |
| 2020 东京       | 李·基弗 · 美国（USA）                   | 因娜·德里格拉佐娃 · 俄罗斯奥林匹克委员会（ROC） | 拉里莎·克羅貝尼科娃 · 俄罗斯奥林匹克委员会（ROC） |
| 2024 巴黎       | 李·基弗 · 美国（USA）                   | 劳伦·斯克鲁格斯 · 美国（USA）                   | 埃莉诺·哈维 · 加拿大（CAN）                       |

### 花剑团体
| 届数            | 金牌 | 银牌 | 铜牌 |
| 1960 罗马       | 苏联（URS） · Valentina Prudskova · Alexandra Zabelina · Lyudmila Shishova · Tatyana Petrenko · Galina Gorokhova · Valentina Rastvorova | 匈牙利（HUN） · 毛沃利奇-塞凯伊·哲尔吉 · 赖特·伊尔迪科 · Magdolna Nyári · 尤哈斯·考陶琳 · 沙科维奇内-德默尔基·利迪娅              | 意大利（ITA） · 布鲁娜·科隆贝蒂-佩龙奇尼 · 韦莱达·切萨里 · 克劳迪娅·帕西尼 · 伊雷妮·坎贝尔 · 安东内拉·拉尼奥              |
| 1964 东京       | 匈牙利（HUN） · 毛罗希·保洛 · 尤哈斯·考陶琳 · 阿戈什顿-门代莱尼·尤迪特 · 沙科维奇内-德默尔基·利迪娅 · 于伊洛基-赖特·伊尔迪科            | 苏联（URS） · Lyudmila Shishova · Valentina Prudskova · Valentina Rastvorova · Tatyana Samusenko · Galina Gorokhova               | 德国联队（EUA） · 海迪·施密德 · 黑尔佳·梅斯 · Rosemarie Scherberger · Gudrun Theuerkauff                                  |
| 1968 墨西哥城   | 苏联（URS） · Alexandra Zabelina · Tatyana Samusenko · Elena Belova · Galina Gorokhova · Svetlana Tširkova                              | 匈牙利（HUN） · 德默尔基·利迪娅 · Ildikó Bóbis · 于伊洛基-赖特·伊尔迪科 · 古拉奇·玛丽尧 · 毛罗希·保洛                             | 罗马尼亚（ROU） · Ecaterina Iencic-Stahl · Ileana Gyulai-Drimba-Jenei · 玛丽亚·维科尔 · 绍博-欧尔班·奥尔加 · 安娜·埃内    |
| 1972 慕尼黑     | 苏联（URS） · Elena Belova · Galina Gorokhova · Tatyana Samusenko · Alexandra Zabelina · Svetlana Tširkova                              | 匈牙利（HUN） · Ildikó Bóbis · 沙吉-赖特·伊尔迪科 · 施瓦尔岑拜尔盖·伊尔迪科 · 索尔诺基·玛丽尧 · 罗瑙伊-毛图什恰克·伊尔迪科        | 罗马尼亚（ROU） · Ileana Gyulai-Drimba-Jenei · 安娜·帕斯库 · Ecaterina Iencic-Stahl · 绍博-欧尔班·奥尔加                  |
| 1976 蒙特利尔   | 苏联（URS） · Elena Belova · Olga Knyazeva · Valentina Sidorova · Nailya Gilyazova · Valentina Nikonova                                 | 法国（FRA） · 布丽吉特·拉特里耶-戈丹 · Brigitte Gapais-Dumont · Christine Muzio · Véronique Trinquet · Claudette Herbster-Josland | 匈牙利（HUN） · 施瓦尔岑拜尔盖·伊尔迪科 · 科瓦奇·埃迪特 · 毛罗什·毛格道 · 沙吉-赖特·伊尔迪科 · Ildikó Bóbis               |
| 1980 莫斯科     | 法国（FRA） · 布丽吉特·拉特里耶-戈丹 · 帕斯卡勒·特兰凯 · 伊莎贝尔·博埃里-贝加尔 · 韦罗妮克·布鲁基耶 · Christine Muzio                   | 苏联（URS） · Valentina Sidorova · Nailya Gilyazova · Elena Belova · Irina Ushakova · Larisa Tsagaraeva                           | 匈牙利（HUN） · 施瓦尔岑拜尔盖·伊尔迪科 · 毛罗什·毛格道 · Gertrúd Stefanek · Zsuzsanna Szőcs · 科瓦奇·埃迪特              |
| 1984 洛杉矶     | 西德（FRG） · 乌特·基希艾斯-韦塞尔 · 克里斯蒂安娜·韦伯 · 科尔内利娅·哈尼施 · 扎比内·比朔夫 · 齐塔-埃娃·丰肯豪泽                         | 罗马尼亚（ROU） · 奥罗拉·达恩 · 莫妮卡·韦伯-科斯托 · 罗扎利娅·奥罗斯 · 玛尔切拉·莫尔多万-扎克 · 伊丽莎白·古兹加努                 | 法国（FRA） · Laurence Modaine · 帕斯卡勒·特兰凯 · 布丽吉特·拉特里耶-戈丹 · 韦罗妮克·布鲁基耶 · Anne Meygret              |
| 1988 汉城       | 西德（FRG） · 扎比内·鲍 · 安雅·菲希特尔 · 齐塔-埃娃·丰肯豪泽 · 安妮特·克卢格 · 克里斯蒂安娜·韦伯                                        | 意大利（ITA） · 弗兰切斯卡·博尔托洛齐 · 安娜皮娅·甘多尔菲 · 露西娅·特拉韦尔萨 · 多丽娜·瓦卡罗尼 · 玛格丽塔·扎拉菲                 | 匈牙利（HUN） · 亚诺希·茹饶 · 科瓦奇·埃迪特 · Gertrúd Stefanek · Zsuzsanna Szőcs · Katalin Tuschák                        |
| 1992 巴塞罗那   | 意大利（ITA） · 黛安娜·比安凯迪 · 弗兰切斯卡·博尔托洛齐 · 乔万纳·特里利尼 · 多丽娜·瓦卡罗尼 · 玛格丽塔·扎拉菲                           | 德国（GER） · 扎比内·鲍 · 齐塔-埃娃·丰肯豪泽 · Annette Dobmeier · 安雅·菲希特尔-毛里茨 · 莫妮卡·韦伯-科斯托                       | 罗马尼亚（ROU） · Reka Szabo-Lazar · 克劳迪娅·格里戈雷斯库 · 伊丽莎白·古兹加努-图凡 · 劳拉·巴代亚 · 罗克萨娜·杜米特雷斯库 |
| 1996 亚特兰大   | 意大利（ITA） · 弗兰切斯卡·博尔托洛齐 · 乔万纳·特里利尼 · 瓦伦蒂娜·韦扎利                                                               | 罗马尼亚（ROU） · 劳拉·巴代亚 · Reka Szabo · 罗克萨娜·斯卡拉特                                                                    | 德国（GER） · 安雅·菲希特尔-毛里茨 · 扎比内·鲍 · 莫妮卡·韦伯-科斯托                                                       |
| 2000 悉尼       | 意大利（ITA） · 黛安娜·比安凯迪 · 乔万纳·特里利尼 · 瓦伦蒂娜·韦扎利                                                                     | 波兰（POL） · 瑟尔维娅·格鲁哈瓦 · 玛格达莱娜·姆罗奇凯维奇 · 安娜·雷比茨卡 · 芭尔芭拉·沃尔尼茨卡-谢夫奇克                          | 德国（GER） · 扎比内·鲍 · 丽塔·柯尼希 · 莫妮卡·韦伯                                                                       |
| 2004 雅典       | 该届比赛未设立该项目 | 该届比赛未设立该项目 | 该届比赛未设立该项目 |
| 2008 北京       | 俄罗斯（RUS） · 斯韦特兰娜·博伊科 · 艾达·恰纳耶娃 · 维多利亚·尼基钦娜 · 叶夫根尼娅·拉莫诺娃                                             | 美国（USA） · 埃米莉·克罗斯 · 汉娜·汤普森 · 埃琳·斯马特                                                                           | 意大利（ITA） · 瓦伦蒂娜·韦扎利 · 乔万纳·特里利尼 · 玛格丽塔·格兰巴西 · 伊拉里娅·萨尔瓦托里                               |
| 2012 伦敦       | 意大利（ITA） · 瓦伦蒂娜·韦扎利 · 埃莉萨·迪弗朗西丝卡 · 阿里安娜·埃里戈 · 伊拉里娅·萨尔瓦托里                                           | 俄罗斯（RUS） · 艾达·恰纳耶娃 · 拉里莎·克羅貝尼科娃 · 因娜·德里格拉佐娃 · 卡米拉·加富尔贾诺娃                                     | 韩国（KOR） · 南贤喜 · 全希淑 · 郑吉玉 · 吴荷娜                                                                           |
| 2016 里约热内卢 | 该届比赛未设立该项目 | 该届比赛未设立该项目 | 该届比赛未设立该项目 |
| 2020 东京       | 俄罗斯奥林匹克委员会（ROC） · 因娜·德里格拉佐娃 · 拉里莎·克羅貝尼科娃 · 玛尔塔·马尔季亚诺娃 · 阿德利娜·扎吉杜林娜                       | 法国（FRA） · 伊索拉·蒂比斯 · 波利娜·朗维埃 · 阿妮塔·布拉兹 · 阿斯特丽·居亚尔                                                     | 意大利（ITA） · 马丁娜·巴蒂尼 · 埃丽卡·奇普雷萨 · 阿里安娜·埃里戈 · 阿莉切·沃尔皮                                         |
| 2024 巴黎       | 美国（USA） · 杰奎琳·杜布罗维奇 · 李·基弗 · 劳伦·斯克鲁格斯 · 马娅·温特劳布                                                             | 意大利（ITA） · 阿里安娜·埃里戈 · 马丁娜·法瓦雷托 · 阿莉切·沃尔皮 · 弗兰切斯卡·帕伦博                                             | 日本（JPN） · 东晟良 · 上野优佳 · 宫胁花纶 · 菊池小卷                                                                     |

### 重剑个人
| 届数            | 金牌                            | 银牌                                   | 铜牌                                   |
| 1996 亚特兰大   | 劳拉·弗莱塞尔 · 法国（FRA）     | 瓦莱丽·巴尔瓦 · 法国（FRA）            | Gyöngyi Szalay · 匈牙利（HUN）         |
| 2000 悉尼       | 纳吉·蒂迈奥 · 匈牙利（HUN）     | Gianna Hablützel-Bürki · 瑞士（SUI）   | 劳拉·弗莱塞尔-科洛维奇 · 法国（FRA）   |
| 2004 雅典       | 纳吉·蒂迈奥 · 匈牙利（HUN）     | 劳拉·弗莱塞尔-科洛维奇 · 法国（FRA）   | Maureen Nisima · 法国（FRA）           |
| 2008 北京       | 布丽塔·海德曼 · 德国（GER）     | 安娜·玛丽亚·布伦泽 · 罗马尼亚（ROU）   | 明曹-奈巴尔德·伊尔迪科 · 匈牙利（HUN） |
| 2012 伦敦       | 揚娜·舍米亞金娜 · 乌克兰（UKR） | 布丽塔·海德曼 · 德国（GER）            | 孙玉洁 · 中国（CHN）                   |
| 2016 里约热内卢 | 萨斯·埃迈谢 · 匈牙利（HUN）     | 萝塞拉·菲亚明戈 · 意大利（ITA）        | 孙一文 · 中国（CHN）                   |
| 2020 东京       | 孙一文 · 中国（CHN）            | 安娜·玛丽亚·波佩斯库 · 罗马尼亚（ROU） | 卡特麗娜·萊希斯 · 爱沙尼亚（EST）      |
| 2024 巴黎       | 江旻憓 · 中国香港（HKG）        | 奥里亚娜·马洛-布勒东 · 法国（FRA）     | 穆豪里·埃斯特 · 匈牙利（HUN）          |

### 重剑团体
| 届数            | 金牌                                                                                       | 银牌                                                                                                   | 铜牌 |
| 1996 亚特兰大   | 法国（FRA） · 劳拉·弗莱塞尔 · 索菲·莫雷塞-皮绍 · 瓦莱丽·巴尔瓦                             | 意大利（ITA） · 劳拉·基耶萨 · 埃莉萨·乌加 · 玛格丽塔·扎拉菲                                            | 俄罗斯（RUS） · Maria Mazina · Yuliya Garayeva · Karina Aznavourian                                               |
| 2000 悉尼       | 俄罗斯（RUS） · Karina Aznavourian · 奧克薩娜·伊爾馬科娃 · Tatiana Logunova · Maria Mazina | 瑞士（SUI） · Gianna Hablützel-Bürki · Sophie Lamon · Diana Romagnoli                                  | 中国（CHN） · 李娜 · 梁琴 · 杨绍崎                                                                                |
| 2004 雅典       | 俄罗斯（RUS） · Karina Aznavourian · 奧克薩娜·伊爾馬科娃 · Tatiana Logunova · Anna Sivkova | 德国（GER） · 克劳迪娅·博克尔 · Imke Duplitzer · 布丽塔·海德曼                                         | 法国（FRA） · 萨拉·达南特 · 劳拉·弗莱塞尔-科洛维奇 · Hajnalka Kiraly-Picot · Maureen Nisima                       |
| 2008 北京       | 该届比赛未设立该项目                                                                       | 该届比赛未设立该项目                                                                                   | 该届比赛未设立该项目                                                                                              |
| 2012 伦敦       | 中国（CHN） · 孙玉洁 · 许安琪 · 李娜 · 骆晓娟                                              | 韩国（KOR） · 申雅嵐 · 崔仁贞 · 政孝正 · 崔恩淑                                                        | 美国（USA） · 考特妮·赫尔利 · 凯莉·赫尔利 · Maya Lawrence · Susie Scanlan                                         |
| 2016 里约热内卢 | 罗马尼亚（ROM） · 洛雷达娜·迪努 · 西蒙娜·盖尔曼 · 西蒙娜·波普 · 安娜·玛丽亚·波佩斯库       | 中国（CHN） · 郝佳露 · 孙一文 · 孙玉洁 · 许安琪                                                        | 俄罗斯（RUS） · Olga Kochneva · 维奥莱塔·科洛博娃 · Tatiana Logunova · 柳博芙·舒托娃                              |
| 2020 东京       | 爱沙尼亚（EST） · 卡特麗娜·萊希斯 · 尤利娅·贝利亚耶娃 · 埃丽卡·基尔普 · 伊琳娜·恩布里奇    | 韩国（KOR） · 崔仁贞 · 宋世罗 · 姜荣美 · 李慧仁                                                        | 意大利（ITA） · 萝塞拉·菲亚明戈 · 费代丽卡·伊索拉 · 玛拉·纳瓦里亚 · 阿尔贝塔·圣图乔                               |
| 2024 巴黎       | 意大利（ITA） · 萝塞拉·菲亚明戈 · 玛拉·纳瓦里亚 · 朱莉娅·里齐 · 阿尔贝塔·圣图乔            | 法国（FRA） · 玛丽-弗洛朗丝·康达萨米 · 亚历山德拉·路易-马里 · 奥里亚娜·马洛-布勒东 · 科拉利娜·维塔利斯 | 波兰（POL） · 亚历山德拉·亚雷茨卡 · 阿莉恰·克拉西克 · 雷娜塔·克纳皮克-米亚兹加 · 马蒂娜·斯瓦托夫斯卡-文格拉尔齐克 |

### 佩剑个人
| 届数            | 金牌                                              | 银牌                                          | 铜牌                          |
| 2004 雅典       | 玛丽埃尔·扎格尼斯 · 美国（USA）                   | 谭雪 · 中国（CHN）                            | 萨达·雅各布森 · 美国（USA）   |
| 2008 北京       | 玛丽埃尔·扎格尼斯 · 美国（USA）                   | 萨达·雅各布森 · 美国（USA）                   | 丽贝卡·沃德 · 美国（USA）     |
| 2012 伦敦       | 金智妍 · 韩国（KOR）                              | 索菲娅·韦莉卡娅 · 俄罗斯（RUS）               | 奥莉加·哈尔兰 · 乌克兰（UKR） |
| 2016 里约热内卢 | 亚娜·叶戈良 · 俄罗斯（RUS）                       | 索菲娅·韦莉卡娅 · 俄罗斯（RUS）               | 奥莉加·哈尔兰 · 乌克兰（UKR） |
| 2020 东京       | 索菲娅·波兹尼亚科娃 · 俄罗斯奥林匹克委员会（ROC） | 索菲亚·维利卡娅 · 俄罗斯奥林匹克委员会（ROC） | 玛农·布吕内 · 法国（FRA）     |
| 2024 巴黎       | 玛农·阿皮蒂-布吕内 · 法国（FRA）                  | 萨拉·巴尔泽尔 · 法国（FRA）                   | 奥莉加·哈尔兰 · 乌克兰（UKR） |

### 佩剑团体
| 届数            | 金牌                                                                                    | 银牌                                                                                  | 铜牌                                                                                            |
| 2008 北京       | 乌克兰（UKR） · 奥莉加·若夫尼尔 · 奥莉加·哈尔兰 · 哈雷娜·蓬迪克 · 奥廖娜·霍姆罗娃       | 中国（CHN） · 包盈盈 · 黄海洋 · 倪红 · 谭雪                                           | 美国（USA） · 萨达·雅各布森 · 丽贝卡·沃德 · 玛丽埃尔·扎格尼斯                                   |
| 2012 伦敦       | 该届比赛未设立该项目                                                                    | 该届比赛未设立该项目                                                                  | 该届比赛未设立该项目                                                                            |
| 2016 里约热内卢 | 俄罗斯（RUS） · 索菲娅·韦莉卡娅 · 亚娜·叶戈良 · 叶卡捷琳娜·季亚琴科 · 尤利娅·加夫里洛娃 | 乌克兰（UKR） · 奥莉加·哈尔兰 · 奥廖娜·克拉瓦茨卡 · 阿林娜·科马休克 · 奥列娜·沃罗宁娜 | 美国（USA） · 莫妮卡·阿克萨米特 · 伊卜提哈杰·穆罕默德 · 达格玛拉·沃伊尼亚克 · 玛丽埃尔·扎格尼斯 |
| 2020 东京       | 俄罗斯奥林匹克委员会（ROC） · 奥莉加·尼基京娜 · 索菲娅·波兹尼亚科娃 · 索菲娅·韦利卡娅   | 法国（FRA） · 萨拉·巴尔泽尔 · 塞西莉亚·贝尔代 · 玛农·布吕内 · 夏洛特·朗巴克           | 韩国（KOR） · 金智妍 · 尹智秀 · 徐志演 · 崔秀延                                                 |
| 2024 巴黎       | 乌克兰（UKR） · 奥莉加·哈尔兰 · 奥廖娜·克拉瓦茨卡 · 阿林娜·科马休克 · 尤利娅·巴卡斯托娃 | 韩国（KOR） · 崔世彬 · 全河英 · 全恩惠 · 尹智秀                                       | 日本（JPN） · 高嶋理紗 · 尾崎世梨 · 江村美咲 · 福岛史帆实                                       |

## 国家和地区奖牌榜
| 排名                      | 国家 / 地区                | 金牌 | 銀牌 | 銅牌 | 总计 |
| ------------------------- | -------------------------- | ---- | ---- | ---- | ---- |
| 1                         | 意大利（ITA）              | 12   | 9    | 10   | 31   |
| 2                         | 匈牙利（HUN）              | 8    | 6    | 8    | 22   |
| 3                         | 俄罗斯（RUS）              | 6    | 3    | 2    | 11   |
| 4                         | 法国（FRA）                | 5    | 8    | 6    | 19   |
| 5                         | 美国（USA）                | 5    | 3    | 5    | 13   |
| 6                         | 苏联（URS）                | 5    | 3    | 2    | 10   |
| 7                         | 中国（CHN）                | 3    | 4    | 3    | 10   |
| 8                         | 西德（FRG）                | 3    | 2    | 1    | 6    |
| 8                         | 俄罗斯奥林匹克委员会 (ROC) | 3    | 2    | 1    | 6    |
| 10                        | 乌克兰（UKR）              | 3    | 1    | 3    | 7    |
| 11                        | 罗马尼亚（ROU）            | 2    | 5    | 4    | 11   |
| 12                        | 德国（GER）                | 2    | 5    | 3    | 10   |
| 13                        | 韩国（KOR）                | 1    | 4    | 2    | 7    |
| 14                        | 英国（GBR）                | 1    | 3    | 0    | 4    |
| 15                        | 丹麦（DEN）                | 1    | 1    | 2    | 4    |
| 16                        | 德国联队（EUA）            | 1    | 1    | 1    | 3    |
| 17                        | 奥地利（AUT）              | 1    | 0    | 2    | 3    |
| 18                        | 爱沙尼亚（EST）            | 1    | 0    | 1    | 2    |
| 19                        | 中国香港（HKG）            | 1    | 0    | 0    | 1    |
| 20                        | 瑞士（SUI）                | 0    | 2    | 0    | 2    |
| 21                        | 波兰（POL）                | 0    | 1    | 3    | 4    |
| 22                        | 墨西哥（MEX）              | 0    | 1    | 0    | 1    |
| 23                        | 日本（JPN）                | 0    | 0    | 2    | 2    |
| 24                        | 加拿大（CAN）              | 0    | 0    | 1    | 1    |
| 24                        | 独联体（EUN）              | 0    | 0    | 1    | 1    |
| 24                        | 突尼斯（TUN）              | 0    | 0    | 1    | 1    |
| 总计（共26个国家 / 地区） | 总计（共26个国家 / 地区）  | 64   | 64   | 64   | 192  |